# Аграрна партія України
Агра́рна па́ртія Украї́ни — українська політична партія, установчий з'їзд якої відбувся 5 грудня 1996 року. Зареєстрована Міністерством юстиції України 30 грудня того ж року. У червні 2004 року на VI (позачерговому) з'їзді Аграрної партії України було ухвалене рішення про зміну назви партії на Народну Аграрну партію України, а в лютому 2005 року — на Народну партію. 7 жовтня 2006 року було скликано Установчий з'їзд, який відновив Аграрну партію України, прийняв Статут і Програму партії. У Міністерстві юстиції партія наново зареєстрована 14 листопада 2006 року.

## Історія партії
У жовтні 1996 року 29 народних депутатів — членів групи «Аграрники України» у Верховній Раді України на зборах ухвалили рішення про створення Аграрної партії України та утворили ініціативну групу з підготовки пакету статутних документів і проведення Установчого з'їзду партії.
5 грудня 1996 року в м. Києві відбувся Установчий з'їзд. 30 грудня 1996 року Аграрна партія України була зареєстрована в Міністерстві юстиції України. Згідно з ухваленою Програмою партія мала представляти інтереси сільського населення.
У червні 2004 року на VI (позачерговому) з'їзді партія була перейменована в Народну аграрну партію України, а в лютому 2005 року — в Народну партію. Разом зі зміною назви відбулася зміна її стратегічного курсу, було задекларовано представлення інтересів усього народу.
7 жовтня 2006 року відбувся Установчий з'їзд, на якому була знову створена Аграрна партія України, затверджені Статут і Програма, обрані керівні органи. Головою партії був обраний народний депутат України, Президент Української академії аграрних наук Зубець Михайло Васильович. 15 листопада 2006 року Мін'юст зареєстрував Аграрну партію України.
Станом на 1 березня 2008 року Аграрна партія України мала 26 регіональних парторганізацій (АР Крим, обласні та міст Київ і Севастополь), 448 місцевих парторганізацій (318 районних, 64 районних в містах та 66 міських парторганізацій).
11 вересня 2010 року відбувся ІІ — й позачерговий з'їзд Аграрної партії України, делегати якого Головою партії обрали Слауту Віктора Андрійовича, аграрника і політика.
3 липня 2012 відбувся другий етап ІІІ з'їзду Аграрної партії України, делегати якого новим Головою Аграрної партії України обрали Бісюка Івана Юрійовича — заступника Міністра аграрної політики та продовольства України — керівника апарату.
20 вересня 2014 рік — обрання нового лідера партії Віталія Скоцика на IV з'їзді Аграрної партії України, котрий до цього обіймав посаду заступника голови АПУ та входив до президії та політради партії.

Прапор Аграрної партії.

4 грудня 2016 рік — 10-тим з'їздом партії ухвалено новий прапор і новий логотип.
17 грудня 2017 року — 13-ий з'їзд партії затвердив оновлений Статут партії та її нову Програму.
12 вересня 2018 року на позачерговому з'їзді «Аграрної партії України» (АПУ) було достроково припинено повноваження Віталія Скоцика , як голови партії у зв'язку з грубим порушенням ним Статуту партії. Новим головою Аграрної партії України обрано Юрія Миколайовича Крутька. Відповідні зміни зареєстровано 18 жовтня 2018 року на офіційному сайті Міністерства юстиції України в Єдиному реєстрі громадських формувань.
12 червня 2022 року головою Аграрної партії обрали Михайла Поплавського.

### Місцеві вибори
Партія стабільно демонструє високі показники і входить у число переможців місцевих виборів на усій території України.
31 жовтня 2010 року партія вперше взяла участь у виборах до місцевих рад. Полтавська обласна партійна організація провела до місцевих рад 58 депутатів, Запорізька — 52, Тернопільська — 46, Донецька — 44, Херсонська — 43, Харківська — 40, Черкаська — 26, Житомирська і Вінницька — по 25 депутатів.
За результатами останніх чотирьох хвиль виборів в об'єднані територіальні громади Аграрна партія стабільно входила у трійку лідерів, випереджаючі більшість парламентських партій. Частка Аграрної партії (кандидати, які висувалися від партії та самовисуванці) від загальної кількості обраних зросла за два роки у 5 разів. Частка обраних депутатів, які висувалися кандидатами від Аграрної партії, від загальної кількості депутатів, які висувалися кандидатами від партій, за два роки зросла майже вдвічі. При цьому рівень підтримки Аграрної партії у містах за останній рік виріс більш ніж на 50%.
За результатами місцевих виборів восени 2015 р. партія посіла п'яте місце за кількістю депутатів проведених в місцеві органи влади (7,48 %).
Частка обраних депутатів, які висувалися кандидатами від Аграрної партії, від загальної кількості депутатів, які висувалися кандидатами від партій, %.
| Жовтень 2015 | Грудень 2016 | Квітень 2017 | Жовтень 2017 | Грудень 2017 |
| 7,36         | 11,20        | 10,14        | 12,10        | 13,68        |

Загалом від Аграрної партії у місцевих радах різного рівня на сьогодні працює близько 5 тис. депутатів.

## Структура партії
1. Голова партії: Поплавський Михайло Михайлович
2. Члени Президії Аграрної партії України / Стратегічна Рада Партії
3. Заступники Голови Аграрної партії України / Рада голів регіональних партійних організацій
4. Центральний апарат
5. Голови регіональних партійних організацій